# Біскупічкі
Біскупічкі (пол. Biskupiczki, нім. Bischdorf) — село в Польщі, у гміні Кіселиці Ілавського повіту Вармінсько-Мазурського воєводства.
Населення — 146 осіб (2011).
У 1975-1998 роках село належало до Ельблонзького воєводства.

## Демографія
Демографічна структура станом на 31 березня 2011 року:
|          | Загалом | Допрацездатний вік | Працездатний вік | Постпрацездатний вік |
| -------- | ------- | ------------------ | ---------------- | -------------------- |
| Чоловіки | 72      | 14                 | 52               | 6                    |
| Жінки    | 74      | 22                 | 42               | 10                   |
| Разом    | 146     | 36                 | 94               | 16                   |